# Stazione di Riomaggiore
Stazione di Riomaggiore vasútállomás Olaszországban, Riomaggiore településen.

## Vasútvonalak
Az állomást az alábbi vasútvonalak érintik:
- Pisa–La Spezia–Genova-vasútvonal

## Kapcsolódó állomások
A vasútállomáshoz az alábbi állomások vannak a legközelebb:
- Stazione di Manarola
- Stazione di La Spezia Centrale